# Floyd County (Georgia)
Floyd County is een county in de Amerikaanse staat Georgia.
De county heeft een landoppervlakte van 1.329 km² en telt 90.565 inwoners (volkstelling 2000). De hoofdplaats is Rome.

## Bevolkingsontwikkeling

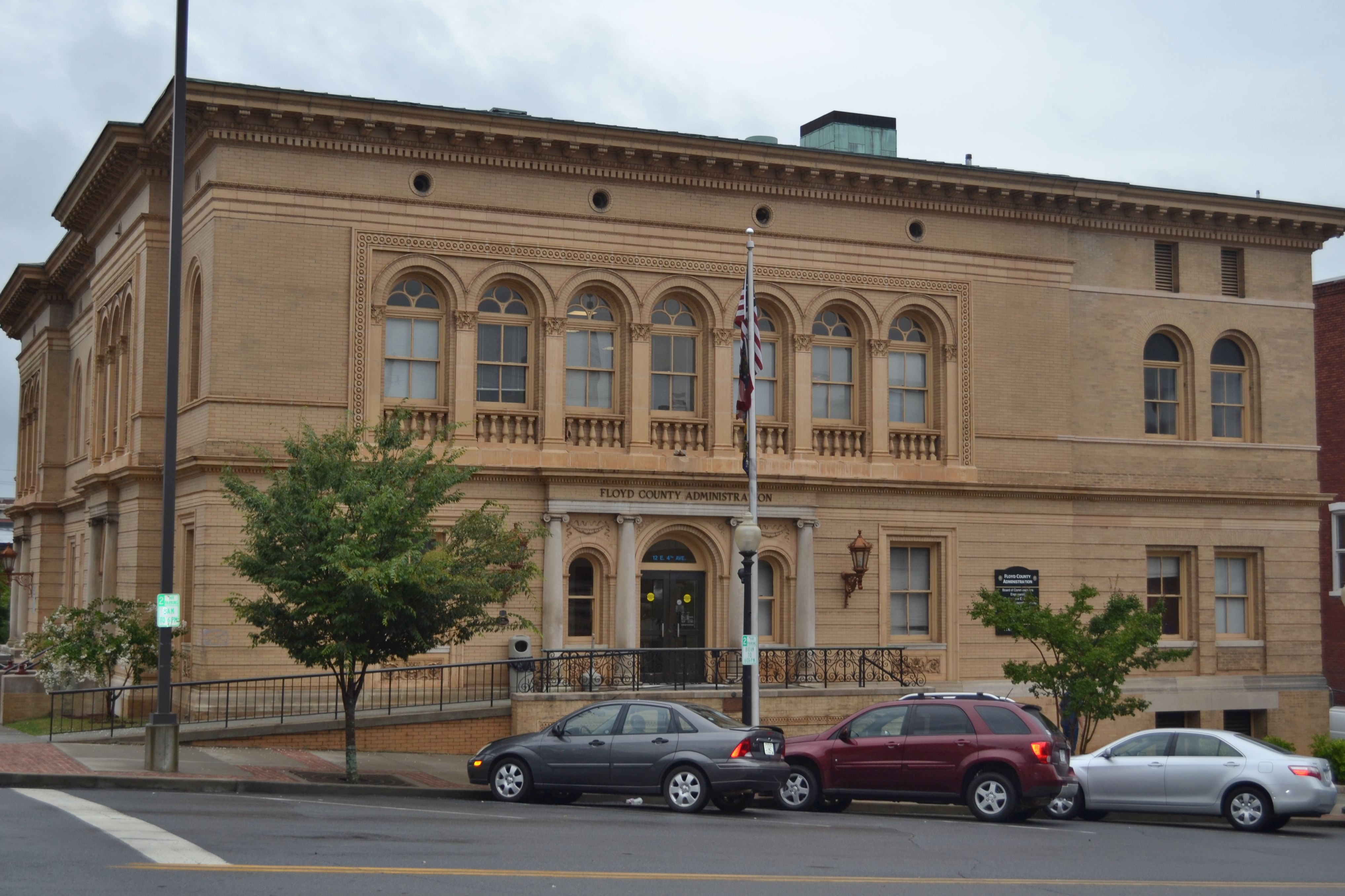
Floyd County Administration Building